# Okrouhličtí Dvořáci
Okrouhličtí Dvořáci (deutsch Okrauhlitzer Höfler, auch Höflern, 1939–45 Okrauchlitzer Höfler) ist eine ehemalige Gemeinde im Okres Havlíčkův Brod in Tschechien. Sie wurde am 1. Juli 1960 aufgelöst und ihre Gemarkung der Stadt Havlíčkův Brod zugeschlagen.

## Geographie
Okrouhličtí Dvořáci bestand aus zahlreichen, in ein bis fünf Kilometer Entfernung südlich und westlich der Stadt verstreuten Einschichten und Rotten, die sich beiderseits der Staatsstraße I/38 nach Jihlava und I/34 nach Humpolec zwischen den Tälern der Šlapanka des Stříbrný potok und des Úsobský potok verteilen.

## Geschichte
Nach der Gründung der Stadt Brod Smilonis wurde in der Mitte des 13. Jahrhunderts in deren Weichbild in ein bis zwei Kilometern Entfernung ein Gürtel von landwirtschaftlichen Einzelhöfen der Broder Bürger angelegt. Die Bewirtschaftung der Höfe erfolgte nicht durch die Bürger selbst, sondern durch freie Erbpächter, die dafür einen festen Schoss zahlten. Die Höfler waren anfänglich ganz freie Bauern und wurden im 14. Jahrhundert unter Befreiung von fast allen Verpflichtungen der Grundobrigkeit untertänig. Im Gegensatz zu den böhmischen Freihöfen waren die Höfler nicht landtäflig belehnt, sie standen mit den Eigentümern in einem erblichen emphyteutischen Verhältnis. Die Rechtsstellung der Höfler ist vergleichbar mit den Künischen Freibauern, nirgends sonst im Königreich Böhmen lagen die Freihöfe in einer solchen Dichte wie um Brod Smilonis.
Im Stadtprivileg von 1278 wurden die Dörfer Poděbaby und Gobldorf, die Gehöfte Šenklhof, Raušnštan, Verneřuov, Pabianuov, Koranduov, Hertuov, die Höfe von Hayman Ryšavý, Jindřich Bihuš, Konrát Bielý, der Familien Olman und Wilhelm, die Felder von Ebhart dem Älteren, vier Hufen in Ješuov, eine Hufe in Erhartuov, eine Hufe und der Wald in Hercuov, eine Halbhufe in Arnoltuov, die Höfe Werneřuov und Beranuov in Veselice sowie der Hof Remelduov in Jeřnujeves als Zubehör der Stadt aufgeführt. Im 14. Jahrhundert entstanden weitere Höfe; erwähnt wurden 1339 der Hof der Richterswitwe Eliška Verner, 1343 der Hof von Štěpán Lucie, 1379 der Hof von Mikuláš Göldner und Hof Tirmanshofen, 1382 der befestigte Hof Haderburg und der Chudenhof sowie 1393 der Hof von Mikuláš Liphart. Zu dieser Zeit waren die Höfler bis auf einen Umkreis von fünf Kilometern ausgebreitet. Es wird angenommen, dass die in Sichtweite der Bergstadt befindlichen Höfe zugleich auch deren Schutz und zur Warnung vor herannahenden feindlichen Truppen dienten. Die Höfe Ridlův dvůr, Mendlův dvůr, Kocmanův dvůr, Novotnův dvůr und Prchalův dvůr lagen unweit der nach Iglau führenden Straße, der Baštinův dvůr an der Straße nach Polná und Šidlákov, die Höfe Rauchštein, Haderburg, Šenklhofy und Šidlákův dvůr an der Straße nach Přibyslav, Kyglhofy an der Straße nach Ždírec, Pelestrov, Rožnak und Kotlasovy dvory an der Straße nach Čáslav, Chudenhof, Valentův dvůr, Vítkův dvůr und Urbanův dvůr am Weg nach Humpolec, Veselice, Papšíkův dvůr und Spálený dvůr am Weg nach Okrouhlice und Světlá.
Nachdem die Stadt Deutschbrod 1422 von den Hussiten unter Jan Žižka erobert und zerstört worden war, bemächtigte sich Nikolaus Trčka von Lípa der Stadtgüter und schlug sie seiner Burg Lipnitz zu. Nach der Wiederbesiedlung von Deutschbrod mit tschechischer Bevölkerung erhielt die Stadt mit den Kotlasovy dvory, Primátorský dvůr und Obecní dvůr nur einen geringen Teil der Höfler zurück. Die übrigen Höfler machte er seinen Meierhöfen Chlístov und Klanečná untertänig. Im Jahre 1496 kam es zu einer Rebellion der Höfler, die ihre alten Rechte wiederhergestellt haben wollten. Nach dem Tod von Nikolaus Trčka von Lípa wurde die Herrschaft in der Zeit zwischen 1559 und 1561 aufgeteilt; das Gut Světlá mit der Stadt Chotěboř und den Städtchen Smrdov, Habry, Bělá und Dolní Město einschließlich etwa 70 Dörfern fiel Burian Trčka von Lípa zu. Im Jahre 1562 erwarb Franz von Thurn und Valsassina die Herrschaft Deutschbrod, die Rychta der Höfler wurde dabei von den Deutschbroder Stadtrechten abgetrennt und der Herrschaft Světlá zugeordnet. Im Urbar der Herrschaft Světlá von 1591 sind die dem Höfler-Rychtář in Veselice unterstehenden Höfe um Deutschbrod aufgeführt: rechts der Sázava die Höfe Spálené dvory, Panuškovy dvory, Baštinův dvůr, Bartův dvůr, Berkův dvůr, Šenklyfy, Rauštan, Kylgyfy und Kloučkovy dvory; links des Flusses Baštinův dvůr, Kocmanovy dvory, Novotnův dvůr, Nyklperky, Škrlíkovy dvory, Štědromovy dvory und Pabšíkův dvůr. Separat aufgeführt wurden Poděbaby, Veselice und Termesivy.
Jan Rudolf Trčka von Lípa, der die Herrschaft Světlá 1597 von seinem Bruder Maximilian geerbt hatte, verkaufte 1598 das Dorf Suchá sowie die Höfe Termesivy, Spálené dvory, Pavučkovy dvory, Šenklhofy und Kylhofy seinem Swietlaer Hauptmann Johann Güglinger von Kneiselstein (Jan Gyglingar z Kneislštejna). Die damit von den übrigen dvořáci na samotách kolem Brodu (Höfler in den Einöden um Brod) abgetrennten Höfe wurden als dvořáci na vrších (Höfler auf den Höhen) bezeichnet. Das Gut Termesivy mit den zugehörigen Höfen wurde nach der Schlacht am Weißen Berg aus dem Besitz des Güglinger von Kneiselstein konfisziert und dem Kloster Frauental übereignet, es wurde fortan als Frauentaler Höfler bezeichnet.
Nach der Ermordung von Adam Erdmann Trčka von Lípa konfiszierte Kaiser Ferdinand II. am 29. März 1634 dessen Güter und die seines Vaters Jan Rudolf. Ferdinand II. ließ die Herrschaft Světlá in landtäflige Güter zerstückeln und verkaufte sie Günstlingen. Den verbliebenen Teil der Herrschaft verkaufte er 1636 seinem Kämmerer und Kriegsrat Don Aldobrandini, der sie dem Sohn des Generals Pappenheim, dem Großprior der Malteser Wolf Adam zu Pappenheim, überließ. Nach dessen Tod erfolgte eine Güterteilung. In dieser Zeit verloren die Höfler ihre letzten Privilegien. Die Pappenheimer Erben erhielten das mit Teilen der Herrschaft Světlá deutlich vergrößerte Gut Okrouhlice, dem dabei zusammen mit den Dörfern Poděbaby und Veselice auch die Höfler der Rychta Dvořáci zugeordnet wurden. Seit dieser Zeit wurden die dvořáci na samotách kolem Brodu als Okrouhličtí Dvořáci bezeichnet. Sechs der Höfler lebten in Poděbaby, vier – darunter der Rychtář – in Veselice und die übrigen 14 in den verstreuten Einöden. Am 5. Juni 1637 verkauften die Pappenheimer Erben das Gut Okrouhlice an Philipp Adam zu Solms-Lich. Dieser verschuldete sich wegen der hohen Ausgaben zur Finanzierung des kaiserlichen Heeres und seines Lebens am Kaiserhof und verpfändete die Okrauhlitzer Höfler um 1640 an die Herrschaft Lipnitz. In der Seelenliste von 1651 sind für die Rychta Okrouhličtí Dvořáci 105 Angehörige der Höflerfamilien und 22 weitere Untertanen aufgeführt, von denen nur 20 (5 Familien) Katholiken waren. Ein Teil der Höfe lag infolge des Dreißigjährigen Krieges, insbesondere der schwedischen Besetzung der Burg Lipnitz, wüst. 1662 löste Philipp Adam zu Solms-Lich die verpfändeten Okrauhlitzer Höfler wieder aus. 1670 erbte seine Witwe Helena Elisabeth, geborene Raschin von Riesenburg das Gut Okrouhlice einschließlich der 24 Okrouhličtí Dvořáci; sie heiratete später Ferdinand Rudolf von Waldstein. Dieser eignete sich 1675 den Baštinův dvůr und zwei Jahre später auch den Novotnův dvůr an. In der erneuerten berní rula von 1680 sind nur doch 21 Höfler aufgeführt, neben den vorgenannten Höfen war auch die Mühle in Poděbaby in das Eigentum des Grundherrn übergegangen. Nach dem Tode von Ferdinand Rudolf von Waldstein wurden die Güter Herálec und Okrouhlice 1696 an den Grafen Kornel verkauft. Dieser veräußerte 1704 den Hof Baštinov an das Kloster Frauental, das diesen dem Gut Termesivy zuschlug.
1708 erwarb Johann Peter Straka von Nedabylic und Libčan das Gut Okrouhlice von Michael Achatius von Kirchner. Straka verfügte in seinem 1710 niedergelegten Testament die Errichtung der Straka-Stiftung zur Errichtung einer adeligen Ritterakademie für junge verarmte Adelige. In diese flossen neben seinem Gütern Okrauhlitz, Liebtschan und Ober Weckelsdorf, auch ein Barvermögen von 38.542 Gulden ein. Nach dem Erlöschen des Grafengeschlechts Straka von Nedabylic wurden die drei Güter ab 1771 als Graf Straka Gestift verwaltet. Der Novotnův dvůr und die obrigkeitliche Schäferei wurden in den 1770er Jahren parzelliert, auf dem Dominikalgrund entstanden insgesamt 14 neue Chaluppen.
Da die Straka-Akademie nicht zustande gekommen war, wurde 1782 auf Anordnung des Kaisers Joseph II. aus dem Ertrag der drei Güter ein jährliches Stipendium für studierende böhmische Jünglinge adeligen Standes in sämtlichen k. k. Erblanden ausgelobt. Im Josephinischen Kataster von 1785 sind nur noch 17 Höfler aufgeführt; die Höfler in Poděbaby und Veselice wurden ihren Dörfern zugeordnet, neu hinzugekommen waren der Meierhof Dolní Papšíkov sowie die zwischen dem Hof und Občiny gelegene Schäferei. 1792 wurden die drei Stiftungsgüter unter die Oberverwaltung des böhmisch-ständischen Landesausschusses gestellt.
Im Jahre 1840 umfasste die im Caslauer Kreis gelegene und teilweise von der Humpoletzer Straße durchschnittene und aus einzelnen Bauernhöfen, Einschichten und Dominikalansiedlungen bestehende Streusiedlung Höflern, auch Höfler bzw. Dworacy genannt, 78 Häuser, in denen 600 Personen lebten. Zu ihr gehörten die Wohnplätze:
- Pansky (Panský) – 6 Häuser an der Humpoletzer Straße, darunter ein Wirtshaus
- Papschikow (Papšíkov), 13 Dominikalisten aus emphyteutisierten Meierhofsgründen
- Neuwelt (Nový Svět), 10 Dominikalisten aus emphyteutisierten Meierhofsgründen
- Nowotner Hof (Novotnův Dvůr), 8 Dominikalisten auf den Gründen des gleichnamigen Hofes
- Beim Walenta (U Straků), 2 Bauern
- Beim Urban und Witak (Dolík), 3 Bauern
- Beim Riedel (Mendlova Ves), 8 Bauern
- Schafstall (Ovčín), 6 Chalupner
- Melichow (Melichov), 4 Bauern
- Menauschek (Menoušek), 7 Bauern und 1 Häusler
- ein obrigkeitliches Hegerhaus.

Pfarrort war Teutschbrod. Bis zur Mitte des 19. Jahrhunderts blieb Höflern der Stiftungsherrschaft Okrauhlitz untertänig.
Nach der Aufhebung der Patrimonialherrschaften bildete Okrouhličtí Dvořáci ab 1849 mit dem Ortsteil Šmolovy eine Gemeinde im Gerichtsbezirk Deutschbrod. Die Ansiedlung Papšíkov wurde Teil der Gemeinde Poděbaby. Ab 1868 gehörte die Gemeinde Okrouhličtí Dvořáci zum Bezirk Deutschbrod.
Am 1. Juli 1960 wurde Okrouhličtí Dvořáci nach Havlíčkův Brod eingemeindet; der Ortsteil Šmolovy wurde der Gemeinde Michalovice zugeordnet und kam mit dieser 1976 zu Havlíčkův Brod.